# 쌍둥이자리 람다
쌍둥이자리 람다는 쌍둥이자리의 다중 항성계 후보이다. 겉보기등급은 3.57등급으로 밤에 육안으로 볼 수 있다.  태양으로부터 101광년 떨어져있다. 연주 시차를 기반으로 한 광년, 그리고 -7.4의 반경 방향 속도로 더 가깝게 표류하고 있다. 그것은 조석꼬리로 의심되는 것의 일원이다.
이 시스템의 구성 요소 A와 B는 와이드 바이너리를 형성한다.  2차 구성요소 B는 2009년 기준으로 35.72°의 위치각을 따라 1차에서 9.29도 떨어져 있는 겉보기등급 10.7의 동반성이다. 이 동반자는 14.1±0.7 의 간격으로 달 엄폐 중에 확인되었다.
주성인 A는 보통 A3V의 항성분류가 할당되어 있다. 이는 이것이 코어 수소 융합에서 에너지를 생성하는 A형의 주계열성임을 보여준다. 그러나 1970년에 D.C. 배리는 그것을 A4IV로 분류하였는데, 이것이 거성으로 진화하고 있는 준거성일 가능성을 시사하고 있다. 가변성이 의심된다고 문서화되었으나 현재는 일정한 것으로 확인되고 있다.
이 별의 나이는 10억 년 미만이며 회전 속도가 빠르며 예상 회전 속도는 154도이다. 이 별은 태양보다 뜨겁고 크며, 태양 반지름의 2.8배이다. 태양 광도의 27배를 발산하고 있으며, 표면 온도는 7932K이다.
기본 천체는 K-대역 에서 상당한 적외선 과잉 을 보여주는데, 이는 주위를 도는 먼지 원반을 나타낸다. 데이터에 맞는 모델은 0.08 사이의 내부 반지름을 보여준다.